# Soccia
Soccia település Franciaországban, Corse-du-Sud megyében. Lakosainak száma 162 fő (2022. január 1.). Soccia Letia, Orto, Poggiolo és Corte községekkel határos.

## Népesség
A település népessége az elmúlt években az alábbi módon változott:
| Lakosok száma | 284  | 172  | 143  | 147  | 155  | 148  | 146  | 148  | 152  | 162  |
|               | 1968 | 1982 | 1990 | 2006 | 2013 | 2015 | 2017 | 2019 | 2020 | 2022 |